# Edson Rodrigues
Edson Rodrigues (sinh ngày 13 tháng 3 năm 1967) là một cầu thủ bóng đá người Brasil.

## Sự nghiệp câu lạc bộ
Edson Rodrigues đã từng chơi cho Nagoya Grampus Eight.

## Thống kê câu lạc bộ

### J.League
| Đội                  | Năm       | J.League | J.League | J.League Cup | J.League Cup | Tổng cộng | Tổng cộng |
| Đội                  | Năm       | Trận     | Bàn      | Trận         | Bàn          | Trận      | Bàn       |
| -------------------- | --------- | -------- | -------- | ------------ | ------------ | --------- | --------- |
| Nagoya Grampus Eight | 1992      | -        | -        | 9            | 0            | 9         | 0         |
| Nagoya Grampus Eight | 1993      | 29       | 3        | 4            | 0            | 33        | 3         |
| Nagoya Grampus Eight | 1994      | 23       | 1        | 0            | 0            | 23        | 1         |
| Tổng cộng            | Tổng cộng | 52       | 4        | 13           | 0            | 65        | 4         |